# Bannang Sata (huyện)
Bannang Sata (tiếng Thái: บันนังสตา) là một huyện (amphoe) ở phía nam của tỉnh Yala, miền nam Thái Lan.

## Lịch sử
Tên gọi Bannang Sata thực ra là cách đọc trệch tiếng Thái của Benang Setar (Jawi: بنڠ ستار), tên gốc Mã Lai. "Benang" có nghĩa là chỉ khâu, còn "setar" là một loại cây nhỏ với quả có vị chua (Bouea macrophylla).
Tên cũ của huyện là Ba Cho (บาเจาะ) và thuộc mueang Raman lập năm 1907. Tên gọi Ba Cho là cách đọc sai của tiếng Thái từ Bachok (Jawi: باچوق), có gốc Mã Lai. Sau này chính quyền đã dời trụ sở huyện đến địa điểm mới và tên gọi được đổi tên thành Bannang Sata.

## Địa lý
Các huyện giáp ranh (từ phía tây bắc theo chiều kim đồng hồ) là: Yaha, Krong Pinang, Raman thuộc tỉnh Yala, Rueso, Si Sakhon của tỉnh Narathiwat, Than To của tỉnh Yala và bang Kedah của Malaysia.

## Hành chính
Huyện này được chia thành 6 phó huyện (tambon), các đơn vị này lại được chia ra thành 50 làng (muban). Bannang Sata là một đô thị phó huyện (thesaban tambon) nằm trên một phần của tambon Bannang Sata. Có 6 Tổ chức hành chính tambon.
| \| STT. \| Tên \| Tên Thái \| Số làng \| Dân số \| \| \| ---- \| ---------------- \| ---------- \| ------- \| ------ \| \| \| 1. \| Bannang Sata \| บันนังสตา \| 11 \| 17.189 \| \| \| 2. \| Bacho \| บาเจาะ \| 5 \| 7.230 \| \| \| 3. \| Tano Pute \| ตาเนาะปูเต๊ะ \| 10 \| 9.101 \| \| \| 4. \| Tham Thalu \| ถ้ำทะลุ \| 5 \| 2.758 \| \| \| 5. \| Taling Chan \| ตลิ่งชัน \| 13 \| 13.010 \| \| \| 6. \| Khuean Bang Lang \| เขื่อนบางลาง \| 6 \| 3.873 \| \| |                  |            |         |        |  |
| STT. | Tên              | Tên Thái   | Số làng | Dân số |  |
| 1. | Bannang Sata     | บันนังสตา    | 11      | 17.189 |  |
| 2. | Bacho            | บาเจาะ     | 5       | 7.230  |  |
| 3. | Tano Pute        | ตาเนาะปูเต๊ะ | 10      | 9.101  |  |
| 4. | Tham Thalu       | ถ้ำทะลุ      | 5       | 2.758  |  |
| 5. | Taling Chan      | ตลิ่งชัน      | 13      | 13.010 |  |
| 6. | Khuean Bang Lang | เขื่อนบางลาง | 6       | 3.873  |  |